# Camp Canadà
El Camp Canadà era un camp de refugiats palestins al nord de la península del Sinaí prop de Rafah, fou creat en 1972 i evacuat en el 2000. El camp va ser anomenat així pel contingent canadenc de la Força d'Emergència de les Nacions Unides (UNEF I), que anteriorment tenia un campament en el lloc. La majoria dels refugiats van ser reubicats a Tel al-Sultan al sud de Gaza.

## Establiment
En la Guerra dels Sis Dies de 1967 Israel va conquistar el Sinaí i l'adjacent Franja de Gaza. En 1970-1971, Israel va demolir cases a Rafah per eixamplar la carretera sota la pretensió de mesures de seguretat. Setze mil refugiats palestins, un quart d'ells s Rafah van ser obligats a traslladar-se quan els seus refugis van ser destruïts per les autoritats israelianes. Almenys dos mil dels desplaçats van ser traslladats a al-Arish, al Sinaí ocupat, i uns centenars a Cisjordània.
El 1972 es va establir al Rafah egipci el Projecte d'Habitatge Camp Canadà, a l'altre costat de la frontera internacional amb el Sinaí, iniciat pel Govern d'Israel. L'UNRWA va proporcionar l'escolarització i alguns cures mèdiques amb el personal que també havien quedat encallat a la frontera. Els refugiats no tenien dret a treballar a Egipte i se'ls va proporcionar racions d'aliments i quantitats mínimes d'assistència monetària. Aquest campament va ser conegut com a "Camp Canadà" pel nom de el contingent canadenc de la UNEF, que anteriorment tenia un campament al lloc. Un projecte d'habitatge similar es va desenvolupar el 1973 a la part de Gaza de Rafah, denominat "Camp Brasil" pel contigent UNEF del Brasil. UNEF I va ser la primera Força d'Emergència de les Nacions Unides, que va operar de novembre de 1956 a juny de 1967 per servir com a amortidor entre les forces egípcies i israelians i supervisar l'alto el foc. Va ser retirat al maig-juny de 1967, a petició d'Egipte.

## Tractat de Pau Israel-Egipte
Als refugiats se'ls va dir, que sota la pau de Camp David de 1978 Israel i Egipte s'havien posat d'acord sobre la seva repatriació a la Franja de Gaza en 6 mesos. Arran del Tractat de Pau egipci-israelià de 1979 resultant de la pau de Camp David, Israel es va retirar del Sinaí en 1982. La frontera entre Gaza i Egipte es va tornar a dibuixar, però només 8 famílies van tornar a Gaza sense cap mena de compensació. El 1985 encara hi havia 488 famílies al Camp Canadà. No obstant això, els problemes de finançament, els retards burocràtics, la manca de voluntat política i les difícils condicions de seguretat van prolongar el procés.

## Pla de reubicació
No va ser fins a 1989 que es va establir un mecanisme per al retorn d'aquests refugiats a la franja de Gaza i, amb la pressió i el suport financer dels governs del Canadà i el kuwaitià Fons per al Desenvolupament Econòmic Àrab, juntament amb l'esforç de les altres parts (és a dir, l'UNRWA, Israel i l'Autoritat Nacional Palestina) els refugiats van començar a moure's a l'altre costat de la frontera, principalment, al camp Tel al-Sultan de Rafah. El setembre del 1989, Egipte i Israel van signar un "pla acordat per a la reubicació dels habitants del districte del Canadà a la Regió de la franja de Gaza". Es va declarar "que el trasllat es durà a terme únicament sobre la base de la lliure voluntat dels habitants del Districte del Canadà".
Com a resultat, només 20 famílies van tornar amb 8.000 $, però sense terra. Després que l'OAP havia plantejat la compensació a 12.000 $ per llar el 1991, 105 famílies van tornar a Gaza i uns altres 70 el 1994. Van rebre una parcel·la de terra a Tel al-Sultan. Els diners no va ser suficient per obtenir una casa, de manera que tothom va haver de demanar prestat. Els colons israelians a Gaza es van oposar al retorn dels refugiats i lliuraren en 1989 un rumor al Jerusalem Post que des de 1982 s'havia donat "formació" a la gent del Camp Canadà i que el trasllat permetria l'entrada de "750 terroristes" a Gaza.
Després dels Acords d'Oslo de 1993-1995, l'Autoritat Palestina es va involucrar en el procés de reubicació. No va ser fins al 27 de desembre del 2000 que les darreres famílies van poder tornar. Canadà també va proporcionar fons per a la construcció d'un centre comunitari a Tel al-Sultan, en benefici de les famílies que tornaven.

## Vida quotidiana
La vida dels refugiats al Camp Canadà era particularment difícil, ja que van ser separats de treballar tant a Gaza com a Israel, i no podien treballar a Egipte, de fet, van haver de pagar cada sis mesos per tenir els seus visats egipcis renovats. La família i els amics, que no es podien veure a causa de la impossibilitat pràctica d'obtenir els permisos necessaris, només podien comunicar-se a la "tanca cridant" a l'altre costat de la línia fronterera. L'educació superior i l'atenció mèdica adequada només estaven disponibles mitjançant el pagament de taxes molt més altes que la majoria de la gent podria permetre. Per al tractament de problemes mèdics greus, els residents del Camp Canadà haurien de pagar o viatjar a l'Hospitaañ de la Mitja Lluna Roja Palestina al Caire.
Israel i Egipte disputaren sobre el lloc on els refugiats podrien travessar la frontera. Israel volia utilitzar la terminal de Rafah, controlada per Israel, Egipte va insistir en utilitzar la Porta Salah al Din al centre de Rafah (també coneguda com la porta "pishpash"), ja que era l'únic encreuament directe entre Egipte i Gaza sense passar per zones controlades per Israel.